# 美國第二次佔領古巴
美國第二次佔領古巴（英語：The Second Occupation of Cuba），正式名稱為古巴臨時政府（英語：Provisional Government of Cuba），是在1906年9月至1909年2月間的軍政府。1906年古巴總統埃斯特拉達·帕爾馬連任，但反對派指責選舉舞弊，全國爆發混亂，帕爾馬政權垮台。美國總統西奧多·羅斯福下令美國軍隊入侵古巴，保護美國在古巴的經濟利益。查爾斯·馬貢在古巴建立了另一個親美政府，美國對古巴實行軍事統治，直至1909年。

## 背景
美國在古巴事務中的責任和特權，源自第一次佔領其間通過的普拉特修正案及1903年簽定的古巴-美國關係條約 。條約中寫道︰
The Government of Cuba consents that the United States may exercise the right to intervene for the preservation of Cuban independence, the maintenance of a government adequate for the protection of life, property, and individual liberty, and for discharging the obligations with respect to Cuba imposed by the Treaty of Paris on the United States, now to be assumed and undertaken by the Government of Cuba.
古巴政府允諾合眾國可以行使干預權以維護古巴的獨立，維持一個保護生命、財產和個人自由的政府，並履行巴黎條約合眾國對關古巴的義務。
古巴政黨之間的衝突始於1905年9月的古巴總統選舉。托馬斯·埃斯特拉達·帕爾馬及其政黨在操縱選舉，確保戰勝古巴自由黨的何塞·米格爾·戈麥斯。自由黨在1906年8月策劃了一場叛亂。雙方都尋求美國的軍事干預，政府希望美國支持鎮壓叛亂，而反對派則希望舉行新的選舉。羅斯福總統最初並不願意軍事支援帕爾馬政府，他派時任戰爭部長威廉·霍華德·塔虎脫和助理國務卿羅伯特·培根前往古巴，舉行談判希望解決雙方分歧。9月19日，塔夫脫和培根會見了雙方領導人。當帕爾馬終於意識到羅斯福並不願意支持他時，他於1906年9月28日辭職。

## 軍事佔領
在帕爾馬辭職後的第二天，塔夫脫援引1903年條約的條款，成立了古巴臨時政府，並自封為古巴臨時總督。1906年10月23日，羅斯福總統發布了第518號行政命令，批准了塔夫脫的行動。美軍派出登陸海軍陸戰隊，在上校利特爾頓·沃勒 (Littleton Waller)的帶領下登陸古巴。自由黨叛軍沒有任何抵抗活動，他們將美國的干預視為成功的標誌。10月6日，第一批美國陸軍士兵從薩姆納登陸。 這支部隊最初被稱為古巴干預軍，但塔夫脫於10月15日將其更名為古巴和平軍，在美國國會和羅斯福授權下，美軍共向古巴派遣18,000人。
1906年10月13日，查爾斯·愛德華·馬貢接任擔任古巴臨時總督一職，他認為古巴已足夠穩定於是重新舉行選舉，地區選舉於1908年5月25日舉行，總統選舉於11月14日舉行，均由美軍監督。何塞·米格爾·戈麥斯 (José Miguel Gómez)當選，並在1909年1月28日上任。美國軍隊在接下來的幾週內撤出，最後一批美軍於1909年2月6日離開該島國。

### 書籍
- Beede, Benjamin R. . Taylor & Francis. 1994. ISBN 0-8240-5624-8.
- United States War Department. . United States Government Printing Office. 1907.
- Otero, Juan Joaquin. . 1954.